# ステゴロパンチャーズ
ステゴロパンチャーズは、ジュン、たくや、石田からなる日本の男性3人組のYouTuber。YouTubeチャンネルとしてメインの「ステゴロパンチャーズ」、ゲームchの「ステパンかゆいとこゲームズ」、企画chの「ステパンTV」が存在する。愛称はステパン。ファンネームはゴロツキ。

## 概要
2022年2月2日結成。2人の地元は北海道であり、陸上部出身の幼なじみ。
活動の中心であるYouTubeでは、他YouTuberの動画を視聴し批評する企画やYouTubeニュースを中心に動画投稿を行う。
ニュース企画であるステパンニュースでは、主にYouTuberの時事ネタを取り扱っている。

## 来歴
| 年     | 日付    | 出来事                                                                                              |
| ------ | ------- | --------------------------------------------------------------------------------------------------- |
| 2022年 | 2月2日  | 結成                                                                                                |
| 2022年 | 2月4日  | たくやとジュンとゆっきの3名で1本目の動画を投稿                                                      |
| 2023年 | 7月16日 | チャンネル登録者数が10万人に到達                                                                    |
| 2024年 | 6月13日 | サブチャンネル「ステパンのかゆいとこ。」で1本目の動画を投稿                                         |
| 2024年 | 7月2日  | 石田が加入                                                                                          |
| 2024年 | 7月23日 | メインチャンネルをニュースchに、サブチャンネルを企画chに移行                                        |
| 2024年 | 8月16日 | 移行前のサブチャンネル投稿動画を削除、ラジオチャンネル「ステパンラジオ」を開設し、1本目の動画を投稿 |
| 2024年 | 12月6日 | 迷惑行為防止条例違反の現行犯で逮捕によりメンバーのゆっきの脱退を発表                                |
| 2025年 | 2月12日 | サブチャンネルをゲームchに、ラジオチャンネルの名前を「ステパン TV」に変更し、企画chに移行           |

## メンバー

### 現メンバー
| 名前   | 本名                                   | 生年月日              | 出身地 |
| ------ | -------------------------------------- | --------------------- | ------ |
| たくや | 石谷･勘平間･拓也（たくなり）           | 1998年6月1日（27歳）  | 北海道 |
| ジュン | 小林（コシハシ）ジュンオマードゥ(右折) | 1998年8月27日（26歳） | 北海道 |

### 元メンバー
| 名前   | 本名                         | 生年月日              | 出身地               |
| ------ | ---------------------------- | --------------------- | -------------------- |
| ゆっき | 菊地 教寛（きくち ゆきひろ） | 1998年5月14日（27歳） | 北海道 札幌市 厚別区 |

### 裏方メンバー
| 名前                                            | 本名                                                  | 誕生日              |
| ----------------------------------------------- | ----------------------------------------------------- | ------------------- |
| 石田                                            | \| 石田・年輪・起個満 紘希（片足打法）（カーテン） \| | 1998年7月13日(27歳) |
| 石田・年輪・起個満 紘希（片足打法）（カーテン） |                                                       |                     |